# Stenaphonus macilentus
Stenaphonus macilentus är en insektsart som först beskrevs av Henri Saussure 1878.  Stenaphonus macilentus ingår i släktet Stenaphonus och familjen syrsor. Inga underarter finns listade i Catalogue of Life.